# Cinnamomum dubium
Cinnamomum dubium är en lagerväxtart som beskrevs av Christian Gottfried Daniel Nees von Esenbeck. Cinnamomum dubium ingår i släktet Cinnamomum och familjen lagerväxter. Inga underarter finns listade i Catalogue of Life.